# 粗食
| ウィキペディアには「粗食」という見出しの百科事典記事はありません（タイトルに「粗食」を含むページの一覧/「粗食」で始まるページの一覧）。 代わりにウィクショナリーのページ「粗食」が役に立つかもしれません。 |